# Schloss Altrandsberg

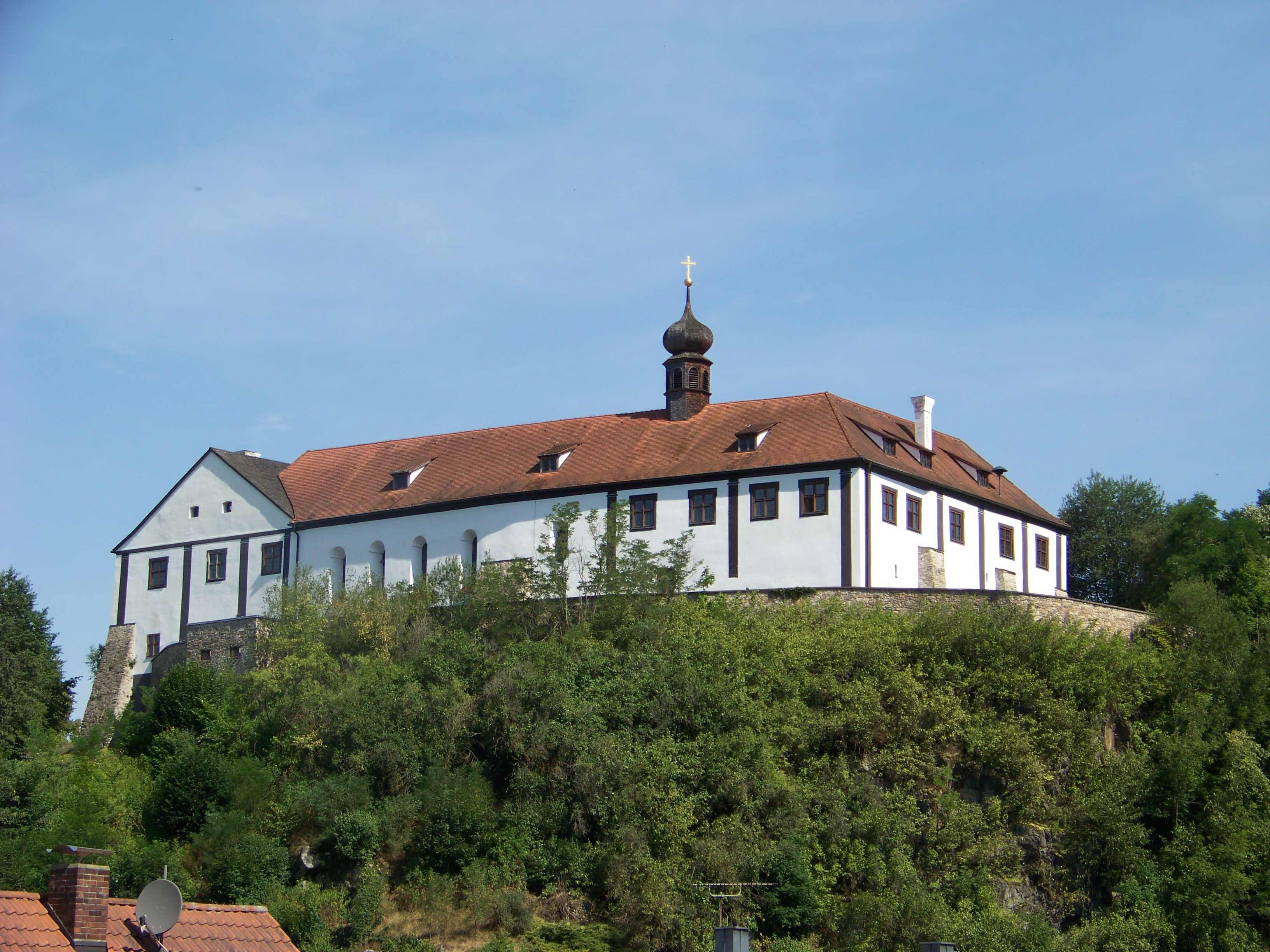
Schloss Altrandsberg

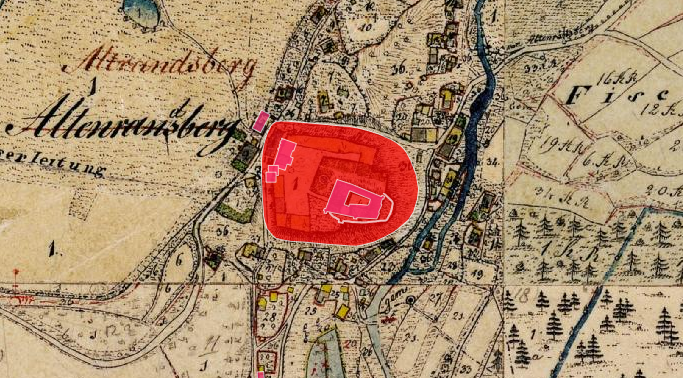
Lageplan von Schloss Altrandsberg auf dem Urkataster von Bayern

Das Schloss Altrandsberg befindet sich im gleichnamigen Gemeindeteil der Oberpfälzer Gemeinde Miltach im Landkreis Cham von Bayern (Schloßweg 1). Es ist unter der Aktennummer D-3-72-143-12 als Baudenkmal verzeichnet. „Archäologische Befunde im Bereich des frühneuzeitlichen Schlosses Altrandsberg, zuvor mittelalterliche Burg“ werden zudem als Bodendenkmal unter der Aktennummer D-3-6842-0003 geführt.

## Geschichte
Die Ramsberger traten im 12. Jahrhundert als Ministeriale der Grafen von Bogen und des Hochstiftes Passau auf und waren bis in das 15. Jahrhundert im Besitz ihrer Stammburg Altrandsberg. Das Geschlecht der Ramsperger spaltete sich im 14. Jahrhundert in zwei Linien. Während die ältere Linie auf dem Stammsitz verblieb, erbaute sich Friedrich der Jüngere um 1330 die Burg Neurandsberg bei Rattenberg in Niederbayern. Noch 1441 nannte sich Niklas Ramsberger nach Altransberg. In der Landtafel von 1447 sind die Rampsberger ebenfalls als Inhaber der Hofmark beglaubigt. Ihnen folgen die Paulsdorfer nach. Hans Paulsdorfer der Jüngere zu Kürn, 1491–1512 Vizedom zu Straubing, nannte sich 1445 zum ersten Mal zu Ramsperg. Er verschrieb 1491 seiner Frau Alhait, geborene von Aichperg und Witwe des Georg Schwarzensteiner, als Widerlegung ihres Heiratsgutes allen seinen Besitz auf Altrandsberg. Hans Paulsdorfer zu der Kürn auf Altrandsberg war dreimal verheiratet, seine letzte Ehefrau war Anna Notthafft von Wernberg, Tochter des Heinrich Nothaft zu Runding. Im Jahre 1502 leistete die Frau Anna des Hans Paulsdorfer nach Erhalt ihres Heiratsgutes Erbverzicht gegen ihren Vater Heinrich Notthafft zu Runding und ihren Brüdern. Durch diese Heirat wurde aber die Übernahme von Altrandsberg an die Familie der Nothafft vorbereitet. Im Jahre 1511 erbte Anna Altrandsberg und verheiratete sich in zweiter Ehe mit Wilhelm von Haunsberg. Dieser verkaufte Altrandsberg mit Zustimmung seiner Frau am 17. April 1515 an seinen Schwager Heinrich Nothaft von Wernberg auf Runding. Aber bereits 1510 waren erstmals Albrecht und Georg Nothafft als Inhaber beglaubigt, während noch 1505 die Paulsdorfer hier eingeschrieben waren. Im Jahre 1527 verzichtete gegen eine Geldzahlung Landgraf Johann von Leuchtenberg als Vormund der Grafen Wladislaus und Leonhard von Haag auf alle Rechte, die diesen von Adelhaid von Aichberg, der Frau des Hans Paulsdorfer an dem Schloss Altrandsberg noch zustehen könnten.
Im Jahre 1533 starb Heinrich Notthafft von Wernberg auf Runding. In der am 20. Januar 1545 vorgenommenen Erbteilung zwischen seinen Söhnen erhielten Niklas und Heimeran  die Herrschaft Runding, während Albrecht Altrandsberg mit der Herrschaft Haibach zugeteilt bekam. Albrecht Nothafft verkaufte am 12. November 1551 den Besitz an seine Schwiegermutter Euphemia, Witwe des Georg Castners zu Amberg, konnte aber weiterhin in Altrandsberg wohnen. Nach seinem Tod am 14. Juli 1580 beschlossen die Söhne des Jeremias, Hans und Sebald, eine Erbteilung. Sebald blieb in Altrandsberg, Jeremias ließ sich in Grub bei Kötzting und Blaibach nieder und sein Bruder Hans in Bernhardswald. Im Jahre 1614 vereinbarte Sebald Nothafft zu Altrandsberg und Liebenau mit Philipp Ludwig Nothafft und dessen Frau Genoveva, geborene Schad von Mittelbibrach, über das Schloss Altrandsberg und die Hofmark Liebenau eine Kaufabrede.
Um 1620 ging Altrandsberg durch Wiederverheiratung der verwitweten Genoveva an Christoph von Berliching (Perlaching) über. Dieser verkaufte Altrandsberg 1688 an seinen Schwiegersohn, den böhmischen Edelmann Johann Wilhelm Podtmoski von Podtmokl. Von diesem kaufte 1670 Franz Freiherr von Closen zu Haidenburg, kurfürstlicher Rat und Kämmerer, Altrandsberg, das er später seinem Bruder Ludwig Bernhard übergab. Im Jahre 1676 veräußert dieser das Schloss wiederum an Hans Wolfgang von Leoprechting. Bei dieser Familie verblieb Alltrandsberg bis in das 19. Jahrhundert. Im Jahre 1821 wurde den Leoprechtingern die Errichtung eines Patrimonialgerichts I. Klasse (einschließlich der Hofmarken Haid und Muggenbach) zugestanden. Im Jahre 1824 wurde Altrandsberg in ein Patrimonialgericht II. Klasse umgewandelt. 1847 verkauften die Leoprechtinger Altrandsberg an Georg von Reit(d)er, Patrimonialgerichtsinhaber zu Saulburg. Im Jahre 1848 ging die Gerichtsbarkeit an den Staat über, und die Besitzungen zu Altrandsberg wurden „zertrümmert“.

Plastik „Guardians“ von Eberhard Eggers (1939–2004), gegossen von der Gießerei ARA-Kunst in Miltach

Am 23. Mai 1854 kaufte der Gutsbesitzer von Aukofen, Georg Hamminger, das Schloss samt Nebengebäuden. Nach dem Tod von Georg Hamminger ging der Besitz an seine vier Kinder über. Von diesen erwirbt der jüdische Hopfenhändler Ignatz Grünhut aus Regensburg am 17. April 1895 den gesamten Schloss- und Gebäudekomplex. Am 11. November 1895 ging das Schloss mit Garten in den Besitz der Gemeinde Altrandsberg über. Neben der bestehenden Kirche wurden dann Schule, Gemeindekanzlei, Lehrerwohnung und einige kleine Sozialwohnungen in dem Schloss untergebracht. Im Zuge der Gebietsreform schlossen sich die Altrandsberger ab 1972 der Gemeinde Miltach an und das Schloss verlor seine Funktion als Gemeindesitz und Schule (bereits seit 1971 geschlossen).
Im Jahre 1981 hat die Gemeinde Miltach die dringend notwendig gewordene Schlosssanierung begonnen. Zu diesem Zweck wurde auch die „Interessengemeinschaft Schloss Altrandsberg“ gegründet. 1992 konnte der sanierte Ostflügel des Schlosses seiner Bestimmung als „Haus des Gastes“ übergeben werden. Seitdem werden hier regelmäßig Veranstaltungen der Ortsvereine abgehalten. 1996 wurde der Kindergarten St. Michael im Westflügel des Schlosses untergebracht. Ebenso konnte 1998 das sogenannte „Weltkunstmuseum“ mit Repliken berühmter Museumsobjekte der „Firma ARA-Kunst Altrandsberg“ hier untergebracht werden.

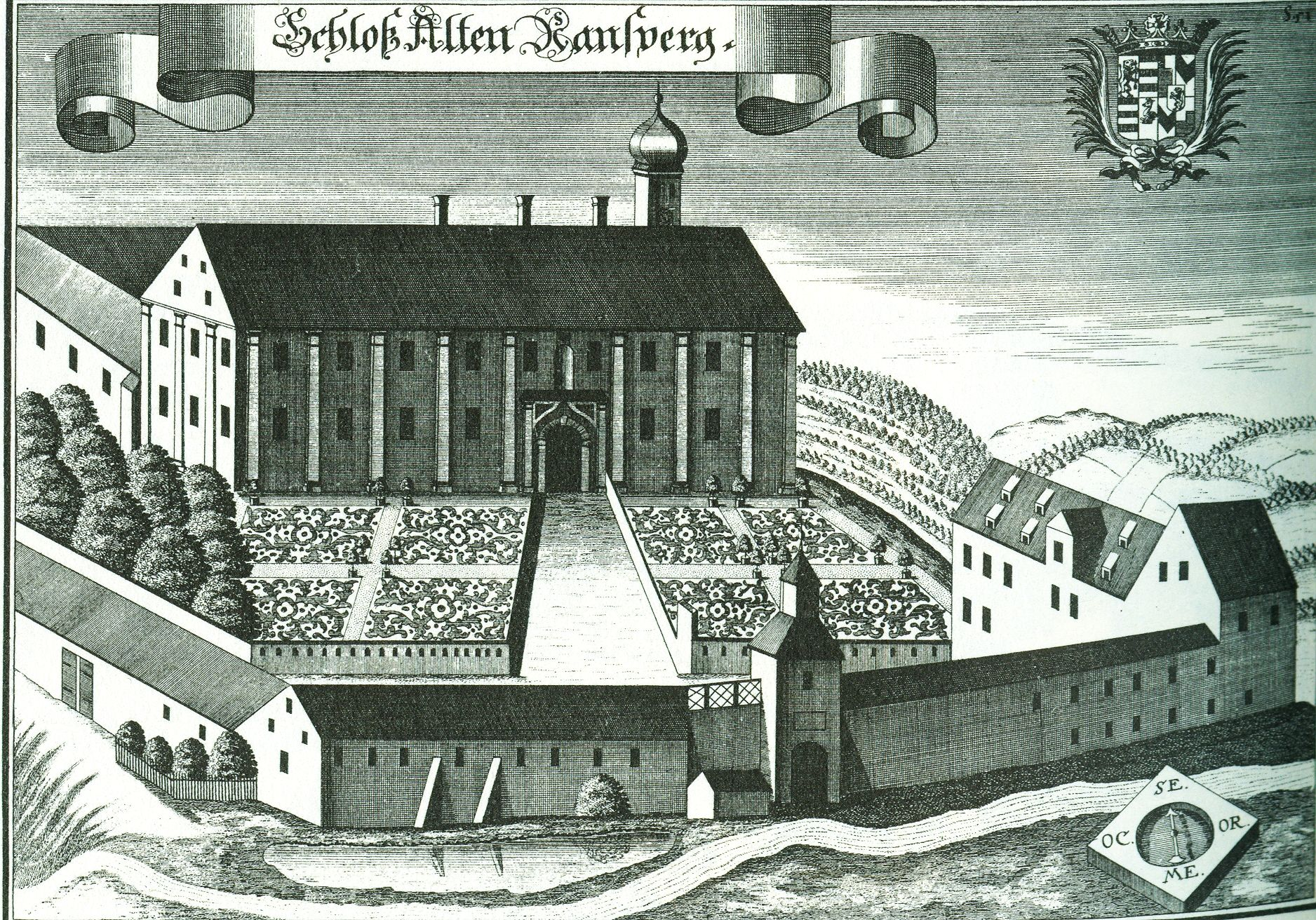
Schloss Altrandsberg nach einem Stich von Michael Wening von 1721

## Schloss Altrandsberg einst und jetzt
Unter den Leoprechtingern erfolgte im 17. Jahrhundert der Umbau der Burg zu einem Schloss. 1726 berichtet Michael Wening unter anderem von einer zweimaligen Feuersbrunst im Schloss. Er schreibt:

„Diß Schloß habe[n] als Besitzer die von Leoprächting / dazu gehören nachfolgende Hofmarchen / Alten-Ramsperg / Oberdorff / Liebenau / Hardt vnnd Auckubach / deren die erstere drey gleichfalls dem Landgericht Kötzting / die letztere zwey aber dem zu Mitterfelß zugethan. Das Schloß wurd vor etlich Jahren zweymahl auff den Grund durch das Feur verderbt / stehet aber widerumb also außgebessert / vnd zugericht / daß darinnen zu wohnen ist. Die dabey befindliche Schloß-Capell hat zum Schutz-Heiligen den grossen Himmels-Fürsten den heiligen Ertz-Engel Michael. Die in dem Dorff Hardt befindliche Capell St. Antonii von Padua erkennet die Leoprechtingische Familie für Erbauer vnd Stüffter / wird von Herrn Pfarrer zu Rottenberg versehen.“

Der Stich von Michael Wening von 1721 zeigt den zweigeschossigen und mit einem Satteldach gedeckten Haupttrakt des Schlosses, hinter dem eine rechteckige Schlossanlage und der Zwiebelturm der Schlosskapelle erscheinen. Dem Schloss vorgelagert ist eine Gartenanlage, die von einem Wehrbau (z. T. mit Gebäuden kombiniert) umfriedet ist.
Das heute denkmalgeschützte Objekt ist weiterhin eine zweigeschossige Vierflügelanlage um einen trapezförmigen Innenhof, der über eine gewölbte Tordurchfahrt erreicht werden kann. Hier befinden sich teilweise mit Schindeln gedeckte Häuser mit Walm- und Satteldächern aus dem 17. Jahrhundert mit Teilen der mittelalterlichen Wehrmauerabschnitte, dem einstigen Bergfried und dem Palas. Erneuerungen und Umbauten haben nach Bränden im 16. und 17. Jahrhundert stattgefunden. Der Westflügel ist 1950 weitgehend neu errichtet worden. Reste der Befestigungsanlage sind als granitenes Bruchsteinmauerwerk erhalten. Das Schlosstor besitzt einen Rundbogen mit einem Keilstein und Kämpfern und der Datierung 1853.
Im Südflügel befindet sich die ehemalige Schlosskapelle St. Michael mit einem verschindelten Zwiebeldachreiter. 1483 wird diese Kapelle im Schloss Altenramsperg erstmals erwähnt, deren Kaplanei hatte damals der Regensburger Domherr Georg von Paulsdorf inne. Die Kapelle hatte ursprünglich ein Rippengewölbe. In der ersten Hälfte des 18. Jahrhunderts wurde sie umgestaltet und in den 1930er Jahren als Filialkirche erweitert.
Das WeltKunstMuseum Altrandsberg mit Repliken bekannter Kunstwerke ist im Erdgeschoß untergebracht.